# كارل فون أوقست شتاينهايل
كارل فون أوقست ستنهيل (بالألمانية: Carl August von Steinheil)‏ (و. 1801 – 1870 م) هو فيزيائي، وعالم فلك، ومخترع من ألمانيا . ولد في ألزاس .
وكان عضواً في الأكاديمية الروسية للعلوم، والأكاديمية البروسية للعلوم .
توفي في ميونخ ، عن عمر يناهز 69 عاماً.

## مناصب وهيئات
أدار جامعة لودفيش ماكسيميليان في ميونخ.

## جوائز
حصل على جوائز منها:
- Bavarian Maximilian Order for Science and Art.